# 幻夜
《幻夜》是一部日本作家東野圭吾的長篇推理小說。首次發表示在2001年日本集英社「週刊Playboy」第19-20期開始，連載至2003年第16期。後來經原作者修訂後，於2004年1月26日由集英社出版單行本，至2007年3月25日由集英社發行文庫版。
本作由於情節與原作者前一作品《白夜行》多處雷同，所以也被視為姊妹作。至2010年10月為止，售出將近100萬本。
2010年11月21日至2011年1月16日期間，由WOWOW電視台播出改編電視劇全8集。

## 故事簡介
1995年發生阪神大地震前夕的兵庫縣西宮市，水原雅也在家中為因財困而自殺身亡的父親舉喪，前來喪禮的舅父米倉俊郎，卻持借據向雅也追討聲稱是父親生前向他借下的一筆欠款。後來地震發生，在雅也家中借宿的俊郎被倒下橫樑壓住受傷，雅也突然起了歪念，用磚塊砸死受傷的俊郎，自稱為新海美冬的女子，似乎目擊雅也行兇的過程，但美冬不但沒有揭發雅也，更略施小計為雅也解決拍下他行兇過程的錄影帶。
雅也與美冬災後來到東京，雅也憑其精巧的手藝，因緣際會在東京的福田工廠任職，而美冬憑其過人的能力與外貌，投資知名美髮師青江的髮型店外，並自創公司Blues Snow，更與高級珠寶店「華屋」的社長結婚，走向人生的高峰。雅也亦聽從美冬指示，不惜不斷犯罪去為美冬除去達到目標的障礙，更任由美冬色誘其他男人以至與他人結婚，以為最終可與美冬得到幸福。然而雅也發覺美冬一直利用自己，一切幸福承諾盡屬幻象。另外，鍥而不捨調查美冬周遭諸般懸案的刑警加藤，亦逐漸逼近真相。
與男女主角互動全在暗場的《白夜行》相比，本作深刻描寫女主角操控情勢的手段，以及男主角在內所有犠牲者內心的不甘與掙扎。

## 登場人物
新海 美冬（Shinkai Mifuyu）
女主角。懂得利用外貌吸引與陷害旁人，獲得自己需要的東西。在大地震以前的人生全部是謎。
身兼Blue Snow、髮型屋董事，以及「華屋」社長夫人。
水原 雅也（Mizuhara Masaya）
男主角，在大地震時認識美冬並且從此迷上她。為美冬犯罪、殺人。
漸漸發現美冬的過去並也懷疑美冬身份，最後因土製手槍膛爆炸而亡。
米倉 俊郎（Yonekura Toshirou）
雅也的舅舅，地震前參加雅也父親葬禮，並且要求雅也支付數百萬欠款。地震時尚未死亡，被雅也殺害。
小谷 佐貴子（Kotani Sakiko）
米倉俊郎的女兒；雅也的表妹。欲索求債款卻苦無憑據。
小谷 信二（Kotani Shinzi）
佐貴子的丈夫，沒有正式登記結婚。軟硬兼施向水原雅也索債未果。
加藤 亘（Katō Wataru）
刑警，大地震時第一眼看到美冬便不懷好感，其後也參與了與美冬相關的懸疑案件，始終意欲拆穿美冬身份，逮捕美冬與雅也。
安浦 達夫（Yasuura Tatsuo）
「福田工廠」的職員。被流鶯勾引卻莫名昏迷且右手被刺傷，從此無法執行工作，成為水原雅也進入福田工廠的契機。
岡田 有子（Okada Yuuko）
岡田食堂的女兒，暗戀雅也，心有所屬的雅也並不全然愛她但也不討厭她。在雅也失蹤時仍等候他歸來。
濱中 洋一（Hamanaka Hirokazu）
美冬最初在「華屋」擔任職員時的樓層經理，因為與美冬有男女關係拔擢美冬，但反而被美冬陷害，最後因涉入毒氣案與跟蹤狂案遭警方留置調查而被解雇。
青江 真一郎（Aoe Shinichirou）
受歡迎的髮型設計師，被美冬相中合作而躍昇鼎鼎有名的設計師，與美冬有性關係。美冬為其解決深陷亞實案的麻煩後打消自立門戶之意。
曾我 孝道（Soga Koudou）
新海美冬父親的舊部屬，欲拿新海的全家福照片給美冬而相約見面，卻無故失蹤。
曾我 恭子（Soga Kyouko）
曾我孝道的妻子。丈失失蹤後經美冬介紹獲得工作。
秋村 隆治（Akimura Takazi）
「華屋」社長，40多歲。因美冬向其提案製作戒指而認識美冬，最後兩人結婚。
倉田 賴江（Akimura Yorie）
秋村隆治的姊姊，因為父親死前交代她照顧弟弟，所以經常在隆治家出入。非常討厭美冬，並開始調查她。後來因為與雅也產生外遇關係，逐漸放棄調查美冬。
倉澤 克子（Kurasawa Katsuko）
地震時採訪記者，在災區給過些人自己的名片。
西崎（Nishizaki）
加藤刑警的後輩，雖然長官對加藤非常不滿，但仍支持加藤調查美冬。

## 出版書籍
| 出版社       | 出版日期      | 格式   | 頁數      | ISBN                   | 譯者   |
| ------------ | ------------- | ------ | --------- | ---------------------- | ------ |
| 集英社       | 2004年1月1日  | 單行本 | 524頁     | ISBN 978-4-08-774668-6 | 不適用 |
| RH Korea     | 2006年9月20日 | 平裝書 | 476頁(1)  | ISBN 978-892-550073-7  |        |
| RH Korea     | 2006年9月29日 | 平裝書 | 424頁(2)  | ISBN 978-892-550074-4  |        |
| 集英社       | 2007年3月1日  | 文庫本 | 786頁     | ISBN 978-4-08-746134-3 | 不適用 |
| 獨步文化     | 2008年12月2日 | 平裝書 | 368頁(上) | ISBN 978-986-656-208-2 | 劉姿君 |
| 獨步文化     | 2008年12月2日 | 平裝書 | 320頁(下) | ISBN 978-986-656-209-9 | 劉姿君 |
| 南海出版公司 | 2009年9月1日  | 平裝書 | 424頁     | ISBN 978-754-424527-2  | 李煒   |
| 南海出版公司 | 2013年10月1日 | 平裝書 | 456頁     | ISBN 978-754-426623-9  | 李煒   |

## 書籍評價
- 2004年 第131回 「直木三十五獎」 候補
- 2004年 「週刊文春推理小說 Best 10」 第7名
- 2004年 「這本推理小說真厲害！」 第22名[1]

## 電視劇

### 主演
- 新海美冬：深田恭子
- 水原雅也：塚本高史
- 岡田有子：市川由衣
- 米倉俊郎：岩松了
- 小谷佐貴子：佐藤仁美
- 小谷信二：菅原大吉（日语：菅原大吉）
- 加藤亘：柴田恭兵（日语：柴田恭兵）
- 加藤千沙子：奥貫薫（日语：奥貫薫）
- 濱中洋一：吹越滿
- 青江真一郎：菊田大輔（日语：菊田大輔）
- 曾我孝道：尾美としのり
- 曾我恭子：鈴木砂羽（日语：鈴木砂羽）
- 秋村隆治：鈴木一真（日语：鈴木一真）
- 倉田賴江：根岸季衣（日语：根岸季衣）
- 倉澤克子：森下千里
- 西崎貴仁：黄川田將也
- 未具名老刑警：船越英一郎（日语：船越英一郎） 客串

### 播放日程
| 集數  | 播放日期       | 副標題 | 中文標題     | 監督     |
| ----- | -------------- | ------ | ------------ | -------- |
| 第1話 | 2010年11月21日 |        | 命運的邂逅   | 猪崎宣昭 |
| 第2話 | 11月28日       |        | 惡女的覺醒   | 猪原達三 |
| 第3話 | 12月5日        |        | 過去來的使者 | 麻生学   |
| 第4話 | 12月12日       |        | 被陷害的女子 | 麻生学   |
| 第5話 | 12月19日       |        | 被操控的男人 | 猪崎宣昭 |
| 第6話 | 12月26日       |        | 刑警的慟哭   | 猪崎宣昭 |
| 第7話 | 2011年1月9日   |        | 知悉的男人   | 猪崎宣昭 |
| 第8話 | 1月16日        |        | 最後之夜     | 猪原達三 |

### 海外播放
《幻夜》在香港播放時採用了中文配音，相關主要角色的配音員分列如下：
- 新海美冬：梁少霞 配音
- 水原雅也：黃榮璋 配音
- 加藤亙：張炳強 配音

### 花絮
- 飾演刑警的柴田恭兵在記者會上表示，自己演了很多次的刑警，但這次演的很不一樣，演出時經常胃痛，因為很緊繃。
- 深田恭子也在記者會上表示，新海美冬這個角色很困難。

## 外部連結
- 幻夜電視劇官方網頁（日本） （页面存档备份，存于）
- 「獨步文化」中文小說介紹網頁 （页面存档备份，存于）

| 日本WOWOW 連続ドラマW                    | 日本WOWOW 連続ドラマW                             | 日本WOWOW 連続ドラマW |
| ---------------------------------------- | ------------------------------------------------- | --------------------- |
|                                          | 幻夜 （2010.11.21 - 2011.1.16）                   |                       |
| マークスの山 （2010.10.17 - 2010.11.14） | CO 移植コーディネーター （2011.3.20 - 2011.4.17） |                       |

| 香港 無綫劇集台 星期日 17:30-19:15   | 香港 無綫劇集台 星期日 17:30-19:15   | 香港 無綫劇集台 星期日 17:30-19:15 |
| ------------------------------------ | ------------------------------------ | ---------------------------------- |
|                                      | 幻夜 （2011.06.19 - 2011.07.17）     |                                    |
| 跳舞醫生 （2011.05.15 - 2011.06.19） | 冷面獸醫 （2011.07.17 - 2011.08.14） |                                    |